# 满杖子乡
满杖子乡，是中华人民共和国河北省承德市承德县下辖的一个乡镇级行政单位。

## 行政区划
满杖子乡下辖以下地区：
满杖子村、计杖子村、徐杖子村、李杖子村、大梁根村、西北沟村、西沟村、后松树沟村、柳树底村和料北沟村。